# Paratrachichthys fernandezianus
Paratrachichthys fernandezianus är en fiskart som först beskrevs av Günther, 1887.  Paratrachichthys fernandezianus ingår i släktet Paratrachichthys och familjen Trachichthyidae. Inga underarter finns listade i Catalogue of Life.